# Guillem de Clarmont
Guillem de Clarmont també esmentat com Guillem V d'Alvèrnia, fou vescomte d'Alvèrnia o de Clarmont successor del seu germà Guiu I de Clarmont i que com aquest s'hauria proclamat comte d'Alvèrnia. El pare Anselme l'anomena com Guillem I però això seria com a vescomte, ja que com a comte era el cinquè a portar aquest nom sense comptar a Guillem Braç de Ferro, IV duc d'Aquitania, V comte d'Alvèrnia i II comte de Poiters que fou comte nominal d'Alvèrnia després del 963 quan Guiu ja va agafar el títol comtal. És citat en una carta de l'abadia de Cluny el 1002, i probablement va morir abans del 1016.
Era fill del vescomte Robert II de Clarmont i fou el pare del comte Robert I d'Alvèrnia i d'Esteve (III), bisbe de Clarmont d'Alvèrnia.